# Otto Erich Hartleben
Otto Erich Hartleben (Clausthal-Zellerfeld, 3 giugno 1864 – Salò, 11 febbraio 1905) è stato un poeta, drammaturgo e scrittore tedesco.

## Biografia
Rimasto orfano in tenera età, Hartleben venne educato dal nonno ad Hannover, dove conobbe, tra gli altri il politico ed imprenditore Alfred Hugenberg.
Il suo percorso di studi iniziò a Celle, per proseguire con l'iscrizione alla facoltà di giurisprudenza presso le Università di Lipsia e di Berlino.
Nel 1889 incominciò a lavorare dapprima al tribunale di Stolberg  e poi in quello di Magdeburgo, ma contemporaneamente si dedicò alla letteratura.
Durante la sua carriera letteraria riscosse un notevole successo di critica e di pubblico, ma con il passare del tempo la sua popolarità e notorietà sono leggermente calate.
Fu uno scrittore versatile, capace di dedicarsi alla stesura di commedie, di novelle, di drammi.
Tra i suoi lavori più significativi si possono citare la frizzante novella intitolata Die Geschichte vom abgerissenen Knopfe ("La storia del bottone staccato", 1893), incentrata sulla scrupolosa descrizione della classe borghese, realizzata seguendo uno stile realistico ispirato dalle opere di Maupassant;
oltre al dramma Rosenmontag ("Lunedì di carnevale", 1900), basato su una storia d'amore tragica che ai suoi tempi ebbe una vasta risonanza.

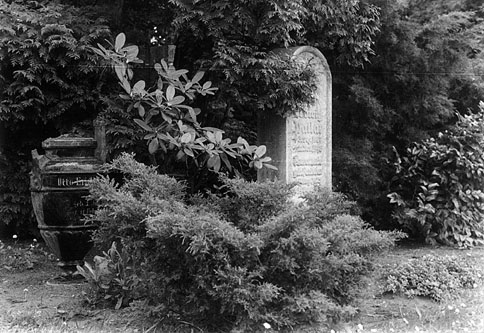
Tomba di Hartleben.

Dopo il grande successo riscosso da Rosenmontag, Hartleben si trasferì in Italia, sul lago di Garda, a Salò, dove nel 1903 fondò l'Accademia culturale denominata Halkyone, che accolse come membri, tra gli altri Peter Behrens, Otto Julius Bierbaum e Gerhart Hauptmann.
Come autore teatrale si ricordano Hannah Jagert (1893), nella quale descrisse gli amori di una giovane proletaria ed il suo tradimento degli ideali familiari, oltreché Die sittliche Forderung (1896), un quadro impietoso delle relazioni, della morale e dei costumi borghesi, ispirati dai lavori di Dumas.
Nelle sue opere Hartleben evidenziò un'aderenza alla corrente naturalistica, manifestata nei suoi scritti da una particolare attenzione alla vita, agli usi e costumi della borghesia, da lui ritratta con una vena, talvolta, satirica, oltre alla presenza costante di ideali di anticonformismo morale e di auspici per un'evoluzione e un progresso sociale, e infine alle pregnanti note sentimentali e umoristiche.
Hartleben si occupò, prevalentemente nell'ultimo suo periodo letterario, anche della redazione di poesie, nelle quali perseguì più che la profondità dei contenuti, soprattutto la trasparenza formale ed uno stile maggiormente classicheggiante, ma anche impressionistico.
In questo senso, un esempio da citare fu la raccolta Von reifen Früchten ("Frutti maturi", 1902).
Hartleben viene ricordato anche per aver fondato, nel corso della sua vita, vari gruppi culturali, da quelli scolastici a Celle, fino a quello berlinese denominato Berliner Naturalistenverein Durc ("Società di naturalisti berlinesi"). Collaborò inoltre al settimanale Die Jugend ("Gioventù"), tramite la quale diffuse scritti umoristici riguardanti la realtà contemporanea, e, dal luglio 1897 al marzo 1900, diresse insieme a Rudolf Steiner la rivista Magazin für Literatur.

## Opere
- Studententagebuch, poesia, 1886.
- Die Serényi, novella, 1887.
- Angele, commedia, 1891.
- Hanna Jagert, commedia, 1893.
- Die Geschichte vom abgerissenen Knopfe, novella, 1893.
- Ein Ehrenwort, dramma, 1894.
- Meine Verse, poesia, 1895.
- Vom gastfreien Pastor, novella, 1895.
- Der römische Maler, novella, 1898.
- Ein wahrhaft guter Mensch, commedia, 1899.
- Rosenmontag, tragedia, 1900.
- Von reifen Früchten. Meiner Verse zweiter Teil, poesia, 1902.
- Liebe kleine Mama, novella, 1904.
- Diogenes, commedia, 1905.
- Im grünen Baum zur Nachtigall, articoli scolastici, 1905.
- Das Ehefest, novella, 1906.
- Tagebuch, 1906.
- Aphorismen, 1920.